# Flash Engineering

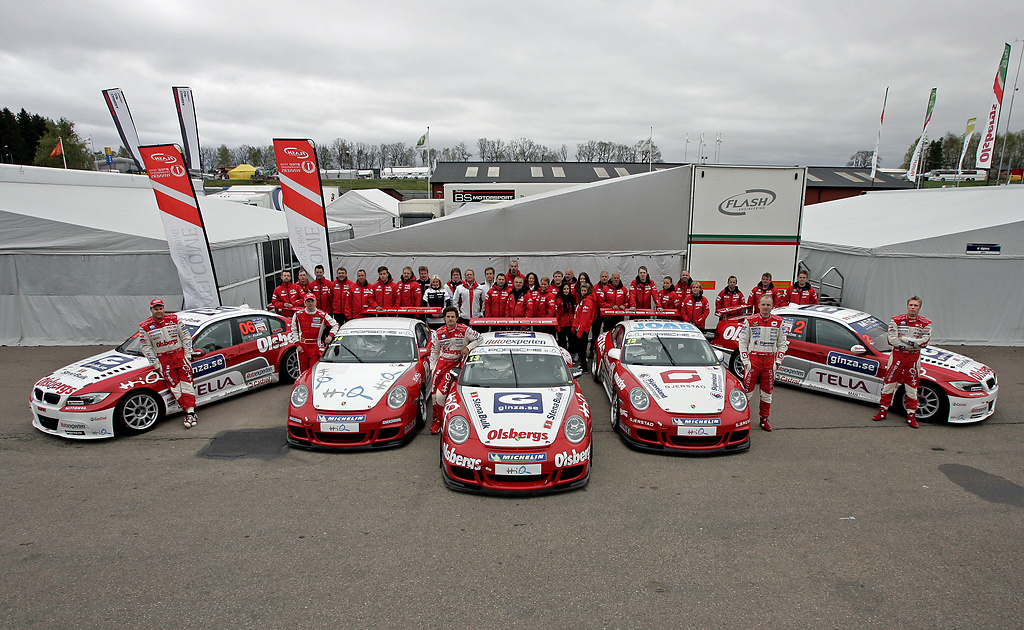
Flash Engineering, 2010

Flash Engineering är ett av Sveriges största racingstall. Stallet grundades den 16 december 1999 av ägaren Jan "Flash" Nilsson. Tidigare gick stallet under namnet Jan Nilsson Racing AB. Stallet har uteslutande tävlat i STCC och dess supportklasser Carrera Cup Scandinavia, Superkart och JTCC. Stallet driver serien Carrera Cup Scandinavia på uppdrag av Porsche Sverige.

## Historia

### 2000-2010
Förare under säsongen 2000 var Jan "Flash" Nilsson och Mattias Ekström. Det året tävlade stallet med Volvo S40-modellen som var byggd under Super Touring-reglementet. Ekström var bästa förare och slutade trea i mästerskapet medan "Flash" slutade sexa.
Till säsongen 2001 hade Mattias Ekström lämnat stallet för DTM. Istället övertog Jens Edman, som tävlade för Jan Nilsson Racing AB 1998, platsen och körde tillsammans med Jan "Flash" Nilsson. Edman plockade bronset i förarmästerskapet medan "Flash" tog silvret efter en hård batalj med Italienaren Roberto Colciago. Fighten mellan de båda var så het att det vid en tävling utbröt handgemäng mellan dem.
Föraruppsättningen till STCC-säsongen 2002 var Jan "Flash" Nilsson och nykomlingen Edward Sandström. Detta var det sista året som de tävlade med Super Touring-versionen av Volvo S40. "Flash" slutade, precis som året innan, tvåa i mästerskapet bakom Roberto Colciago medan Sandström slutade fyra.
Till säsongen 2003 hade STCC bytt regler från Super Touring till S2000. Flash Engineering hade fortfarande kontrakt med Volvo och bytte nu till den nya Volvo S60-modellen. Jan "Flash" Nilsson och Magnus Krokström tävlade för stallet och slutresultatet blev tvåa respektive tolva i förarmästerskapet.
Förarna detta år var Jan "Flash" Nilsson och Robert Dahlgren. Dahlgren gjorde standardvagnsracing-debut och imponerade direkt då han vann premiärtävlingen. Dahlgren plockade silvret i mästerskapet medan "Flash" blev fyra. Efter säsongens slut bröt Jan "Flash" Nilsson kontraktet med Volvo och sålde existerande lokaler, utrustning, med mera. Dock behöll värmlänningen namnet och startade inför säsongen 2005 upp ett eget, nytt stall.
Till STCC-säsongen 2005 bytte Flash Engineering märke till BMW. Från att ha varit officiellt Volvo-stall var man nu ett så kallat privat-stall, det vill säga att de inte hade stöd från en biltillverkare eller återförsäljare. Jan "Flash" Nilsson var nu ensam förare och slutade på nionde plats i STCC. Samtidigt med STCC tävlade Jan "Flash" Nilsson även i Carrera Cup Scandinavia där han slutade på tredje plats.
Inför 2005 tog Flash Engineering över driften av Carrera Cup Scandinavia på uppdrag av Porsche Sverige. Stallet ansvarar för administrationen, reservdelar, regler, med mera.
Till säsongen 2006 expanderade Flash Engineering märkbart. Stallet knöt till sig stora sponsorer så som Posten, Olsbergs, Veidec och Kamasa Tools. Man expanderade från en bil under föregående säsong till fyra bilar. I STCC-klassen drev stallet två BMW 320si E90 för Jan "Flash" Nilsson och Richard Göransson. I Carrera Cup Scandinavia drev man en bil åt Fredrik Ros och i JTCC en bil åt Martin Öhlin. Resultaten den säsongen blev andraplats för Göransson och niondeplats för "Flash" i STCC. Ros plockade titeln i Carrera Cup Scandinavia.
Under STCC 2007 var föraruppsättningen i STCC densamma med Jan "Flash" Nilsson och Richard Göransson. Efter en stor krasch i premiären slutade Göransson på tredje plats i förarmästerskapet och "Flash" på femte. Stallet tog dock hem titeln i teammästerskapet framför rivalerna WestCoast Racing.
Racerföraren Thomas Johansson började jobba för stallet som general för Carrera Cup Scandinavia. Johansson arbetade under STCC-säsongen 2000 som stallchef för Flash Engineering.
Jan "Flash" Nilsson och Richard Göransson fortsatte att tävla för Flash Engineering under STCC 2008. Säsongen blev en succé med seger i förarmästerskapet. Efter säsongen körde Göransson och "Flash" EM-finalen för standardvagnar vilket gav EM-brons.. I Carrera Cup Scandinavia utökade stallet sin satsning med en bil för Prins Carl Philip och en kart i Superkart SM för Thomas Johansson.
Ny stallkollega till Jan "Flash" Nilsson är Thed Björk i STCC 2009 efter att Richard Göransson lämnat stallet för konkurrenterna WestCoast Racing. Säsongen slutade med silver för Thed Björk, efter en kontroversiell avslutning på säsongen, på samma poäng som mästare Tommy Rustad. "Flash" slutade sexa i mästerskapet.
Satsningen med Prins Carl Philip i Carrera Cup Scandinavia fortsatte och 30-åringen tog sin bästa placering någonsin på Falkenberg som sjua av 23 startande förare.
Under 2010 fortsatte Jan "Flash" Nilsson och Thed Björk tävla i STCC. Slutresultatet blev en femteplats för Björk och en niondeplats för "Flash" efter en problemfylld säsong. I Carrera Cup Scandinavia expanderade teamet till tre förare: Prins Carl Philip, norrmannen Roar Lindland och JTCC-mästaren Linus Ohlsson. Lindland säkrade bästa placeringen med en fjärdeplats i mästerskapet.

### 2011-
Till 2011 ansluter Nordirländaren Colin Turkington stallet. 29-åringen, som vann BTCC 2009, kommer tävla jämsides stallkompis Jan "Flash"  Nilsson i en BMW 320si i STCC. I Carrera Cup Scandinavia driver stallet tre bilar till Prins Carl Philip, Roar Lindland och Matte Carlsson.
Under 2012 gick Flash Engineering ur STCC och var istället med och skapade tävlingen TTA - Elitserien i Racing. För teamet så tävlade Robin Rudholm och Mattias Andersson i en Saab 9-3.
Teamet som lämnade STCC var tillbaka 2016 med förarna Björn Wirdheim, Reuben Kressner och Linus Ohlsson.

## Sponsorer
Stallets sponsorer/partners är Olsbergs, HiQ, Stena Bulk, Castrol, Puma AG, BMW, Clear Channel, Lackeringsteknik AB, BBS, Peter Mild Design, OCL Brorssons, Mediaempire STHLM AB, Vadstena Klosterhotell, Nitton93.